# Артемий (церковный деятель)
Артемий (ум. ок. 1575) — русский и литовский православный церковный деятель и публицист XVI века, приверженец нестяжателей, выступавший против иосифлян. Впоследствии — автор серии православных апологетических произведений против кальвинизма и социнианства.

## Биография

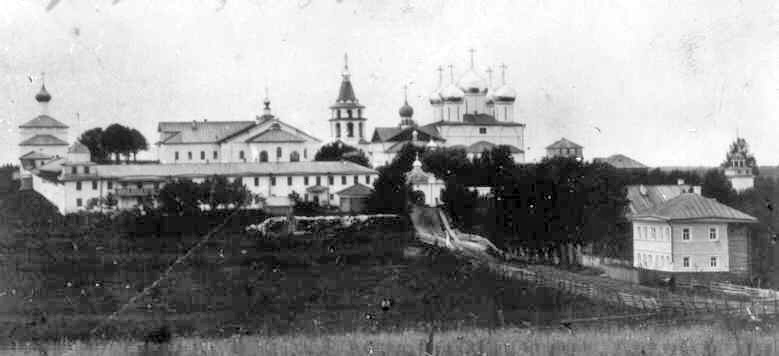
Корнилиево-Комельский монастырь, начало духовной общественной жизни Артемия. Фотография 1890-х гг.

### Ранняя биография
Дата и место рождения, как и ранние годы жизни старца Артемия, на данный момент неизвестны. Иными исследователями утверждается, что он — выходец с Псковщины, родился в начале XVI века. Принял постриг на Вологодчине, «от рук» Корнилия Комельского. Согласно некоторым авторам, до пострижения Артемий жил в городе. Так, в его списке «Постнических словес» Василия Великого к нижней доске переплета приклеен лист с отрывком текста. Это автограф Артемия — автобиографического характера запись личного содержания, где говорится от первого лица: «…оставих бо еже в граде пребывание яко тмам злых повинно…». Каллиграфически выполненная рукопись с изящным орнаментом характеризует Артемия как профессионального писца. Относительно места пострига Артемия существуют две точки зрения. Согласно первой, это был Корнилиев монастырь и постриг совершал сам Корнилий Комельский. Согласно второй точке зрения, выраженной С. Г. Виленским, Артемий родом происходил из Пскова либо из его окрестностей, поэтому пострижен в монахи был в Псково-Печерском монастыре игуменом Корнилием. Множественные факты из жизни Артемия подтверждают вторую версию.
По-видимому, именно нестяжательские убеждения вынудили его покинуть Корнилиев монастырь, обладавший земельными владениями. Впоследствии он говорил о спорах с иноками Корнилиева монастыря: «А говорил есми им о том явственно, коли звали мене в Корнилиев». С благословения преподобного Корнилия, в 1536 году он поселился неподалёку от Кирилло-Белозерского монастыря, в Порфириевой пустыни.
В 1548 году монахи Корнильева монастыря, ценившие своего постриженника, пригласили Артемия по смерти преподобного к себе в настоятели. Приверженец нестяжательских взглядов, заняв кафедру, проповедовал нравственное самоусовершенствование, делая акцент на исполнении заповедей Господних, поощрял тягу к знаниям, терпимость к еретикам. Хорошо зная богословие, в своих взглядах он не отступал от церковных догматов. Находясь в пустыни, переписал с разных списков «Постнические словеса» свт. Василия Великого. Богословски хорошо образованный, Артемий отличался немалой любознательностью, был признанным лидером так называемой «второй волны нестяжателей».

### Московский период
В 1551 году был вызван государем в Москву и поселен в Чудовом монастыре. Идея вызвать известного инока-нестяжателя принадлежала, по всей видимости, Сильвестру. Здесь он был подвергнут проверке и признан весьма сведущим в Писании. Вскоре он был поставлен игуменом Троице-Сергиева монастыря; такая резкая смена деятельности Артемия была связана, по мнению ряда исследователей, с намерением Ивана IV поставить перед Стоглавым собором вопрос о секуляризации монастырских земель: готовясь к проведению этой важной меры, царь нуждался в единомышленниках. Однако, буквально через несколько месяцев — по Карташёву, через шесть с половиной — в июле, его покинул, как потом сказал о нём Сильвестр:

не по мнозе времени Артемий игуменство оставил за свою совесть и отыде в пустыню.

Точная причина такого шага неизвестна. Предполагают, что связано это с вопросом о монастырских землевладениях и разногласиями с иосифлянами.
Духовник же Башкина Симеон сообщал, что, по его мнению, Артемий ушёл с поста настоятеля лавры по следующим мотивам:

Побыл на игуменстве, и он видит, что душе его не в пользу игуменство, и того ради игуменство оставил, хочет себе внимати, чтобы от Бога не погибнути душею и Христовы заповеди совершити и евангельския и апостольския и от своею руку питатись, пищею и одежею доволитися

По меньшей мере князь А. М. Курбский пишет, что Артемий ушёл из-за «многаго ради мятежу и любостяжательных… мнихов».

### Дело Башкина. Изгнание. Бегство
В 1553 года Артемия вызвали в Москву на церковный собор как свидетеля и образованного богослова по делу Матвея Башкина. Однако сам Башкин, а затем ещё шестеро оговорили его как своего сообщника. Артемий, узнав в чём дело, не желая спорить, тайно покинул Москву и отправился в Белозерье, в свою Порфириеву пустынь, чем вызвал против себя ещё большие подозрения. Артемия вернули в столицу. Башкин, обвиняя Артемия, утверждал, что тот якобы отрицал поклонение святым иконам, не признавал таинства Евхаристии, предание святых отцов и тому подобное. Бывший игумен Ферапонтова монастыря Нектарий тоже обвинял его во многом, в частности в нехранении поста (ел рыбу в святую четыредесятницу), в сношении с латинянами, в богохульных и еретических речах; однако же, еретические речи не подтвердил ни один из указанных Нектарием свидетелей. Многие же обвинения были основаны на неверно понятых артемиевых высказываниях. В конце концов Артемий сознался в иных грехах (в блуде), которые он, как выяснилось, утаил при поставлении его Троицким игуменом. При этом он утверждал, что скрыть грехи ему советовал его духовник. И хоть еретичество учёного старца не было доказано, но за его неосторожные речи, за иные вскрывшиеся согрешения он был извержен из сана, отстранён от причастия до полного покаяния и сослан в Соловецкий монастырь под наблюдение игумена. Материалы этого дела дошли до нас и были опубликованы в 1836 году в числе других документов, изученных Археографической экспедицией.
Игуменом Соловецкого монастыря в это время был Филипп (Колычев). Впрочем, владыка к опальному старцу отнёсся благосклонно и сильно его не стеснял. Тем не менее, вскоре, неизвестным путём Артемий бежал, появившись на слуху уже, будучи в Великом княжестве Литовском. Там он прослыл защитником Православия, о чём свидетельствуют написанные им в Литве девять посланий, характеризующиеся высоким уровнем апологетической мысли.
В Литве Артемий сначала жил в Витебске, затем в Слуцке при дворе князя Юрия Юрьевича Олельковича, где учил богословию в школе. Выступал против католичества и лютеранства, занимался переводом религиозных книг на церковнославянский язык.

### Датировка смерти
Умер не позднее 1575 года, согласно упоминаниям князя Курбского в его письме к Кадиану Чаплию:

«а мы, господине, тако не обыкли; но яко научихомся от древних святых писаний, також и от живых учителей наших: Максима многострадальнаго и от Артемия отца, новаго исповедника».

Учитывая тот факт, что Курбский знал, что Максим Грек мёртв уже более 20 лет на момент написания этих строк, и, тем не менее, причислил обоих монахов к «живым учителям нашим» в явно воспоминаниях, Курбский писал об умершем человеке.

## Культурное и литературное наследие

### Духовное влияние
В период эмиграции Артемия православная Литва переживала, по словам соэмигранта князя Курбского, «глад духовный»: преодолевая кризис церковнославянской культуры, одновременно она испытывала мощное духовное и культурное давление со стороны протестантизма и католичества. Отвечая на нужды общества и церкви Литвы, Артемий обращал свою проповедь к единомышленникам в вере, укрепляя их в истинности Православия и разъясняя церковные догматы. Решая эти же задачи, он явился автором посланий скарбному княжества Литовского Ивану Семеновичу Зарецкому, князю Чарторыйскому и написал «послание ко князю», возможно, всё тому же Курбскому. Также, из-за своего авторитета в вопросах толкования Писания состоял в переписке с видным литовским сановником Евстафием Воловичем, перешедшим из православия в кальвинизм и тем не менее продолжавшим обращаться к старцу с богословскими вопросами. Артемий вступал в открытые диспуты и эпистолярную полемику с многими представителями других конфессий.

### Литературное наследие
Артемию принадлежит 14 посланий, написанных белорусским полууставом. В посланиях Ивану Грозному он выступает за расширение письменности среди русского народа, советует царю обращать больше внимания на развитие науки и образования. Из 14 посланий 9 направлены против реформационного движения в Великом княжестве Литовском.

### Полемика с Симоном Будным
Артемий был знаком с известным кальвинистом и позже, социнианином, а также просветителем того времени Симоном Будным, жившим тогда же в Слуцке, вёл с ним активную полемику. Захария Копыстенский в «Палинодии» (1621—1622) назвал «преподобного Артемия инока» первым среди русских церковных учителей,

«который, споспешествующу ему Господу, в Литве от ереси арианской и лютеранской многих отвернул, и чрез него Бог справил, же ся весь народ русский в Литве в ереси тыи не перевернул».

Очень высокую оценку как самой полемике, так и наследию, самой мысли даёт о. Георгий Флоровский:

…поражает дух терпимости, дух евангельской кротости. Чувствуется, что пишет ученик заволжцев. Будного Артемий называет братом, «для общаго человеком прирожениа», — и этой связи, чувствует Артемий, не может разрушить и самое «зловерие лжеименного разума…»

По условиям полемики Артемий всего больше должен был говорить об обрядах, о внешнем благочестии вообще. Но сам он очень далек от всякого обрядоверия. Для него христианство есть прежде всего внутреннее делание, «деяние Креста», — аскетический подвиг, путь безмолвия и собирания духа. Чаще всего он ссылается на Исаака Сирина, на Василия Великого, на Ареопагитики и на Дамаскина…

Артемий не был только начетчиком, он живёт в отеческих преданиях. И, подобно преподобному Нилу Сорскому, настаивает на испытании писаний…